# 658 aC
L'any 658 aC va ser un any del calendari romà pre-julià. A l'Imperi Romà es coneixia com l'any 96 ab urbe condita. La denominació 658 aC per a aquest any s'ha utilitzat des de l'època medieval primerenca, quan l'era del calendari Anno Domini es va convertir en el mètode prevalent a Europa per nomenar els anys.

## Esdeveniments
- Fi del govern del duc Zhuang a Yan.[1]
- Fi del govern de Miltiades a Atenes.
- Fi del govern d'Énna Derg a Irlanda (segons Foras Feasa ar Éirinn de Geoffrey Keating).